# Cleome parvula
Cleome parvula är en paradisblomsterväxtart som beskrevs av R. A. Grah.. Cleome parvula ingår i släktet paradisblomstersläktet, och familjen paradisblomsterväxter. Inga underarter finns listade i Catalogue of Life.